# Dzierżnica
Dzierżnica (prononciation : [d͡ʑerʐˈnit͡sa]) est un village polonais de la gmina de Dominowo dans le powiat de Środa Wielkopolska de la voïvodie de Grande-Pologne dans le centre-ouest de la Pologne.
Il se situe à environ 7 kilomètres au nord-est de Dominowo (siège de la gmina), à 14 kilomètres au nord-est de Środa Wielkopolska (siège du powiat) et à 34 kilomètres à l'est de Poznań (capitale régionale).

## Histoire
De 1975 à 1998, le village faisait partie du territoire de la voïvodie de Poznań.

Depuis 1999, Dzierżnica est situé dans la voïvodie de Grande-Pologne.
Le village possède une population de 200 habitants en 2007.